# Sangram (phim 1974)
Sangram (tạm dịch: Đấu tranh) là bộ phim chính kịch chiến tranh của Bangladesh công chiếu vào năm 1974, do Chashi Nazrul Islam đạo diễn và Kazi Sobuz sản xuất. Nội dung phim dựa trên những sự kiện có thật được viết trong một cuốn nhật ký của sĩ quan quân đội Khaled Mosharraf, theo đó tái hiện lại các trận chiến của Trung đoàn Đông Bengal nhằm chống lại Quân đội Pakistan và sự đóng góp của lực lượng trong quá trình giải phóng Bangladesh.

## Nội dung
Mở đầu của tác phẩm là cảnh nhiều người đang đi tuần hành trên các con phố ở Đông Pakistan để biểu tình phản đối chính quyền quân sự. Sau đó cảnh phim chuyển sang Đại úy Asad thuộc Quân đội Pakistan đang tranh cãi với em gái Mukta và bạn của em gái Rikta về tương lai đất nước tại nhà anh. Vài ngày sau, Asad cùng một số đội quân từ Trung đoàn Đông Bengal đến gặp Thiếu tá Hassan để nói chuyện. Lúc này người xem biết được từ họ rằng Quân đội Pakistan đã bắt đầu mất lòng tin vào các quan chức Bengal. Một lượng lớn quân lính đã được điều động đến Đông Pakistan từ Tây Pakistan, cho thấy đây là một dấu hiệu nguy hiểm. Mặt khác, quân của Trung đoàn Punjab (Pakistan) cũng đang củng cố hệ thống an ninh trong khu vực của họ. Một sĩ quan của Trung đoàn Punjab, viện cớ vì sự hiện diện của người Naxalite, đã gửi một phần Trung đoàn Đông Bengal đến Shamserganj, cách xa nơi đóng quân tại Chittagong và ra lệnh cho họ ở lại đây. Trong khi đó, các quan chức cấp cao của Quân đội Pakistan yêu cầu người Bengal trao trả lại vũ khí cho binh lính Bengal nhưng bị từ chối. Nhận thấy rằng người Pakistan sẽ sớm tấn công họ, Quân đội Bengal đã nổi dậy và bắt sống các đội quân thuộc Trung đoàn Punjab. Sau khi tuyên bố độc lập, cuộc chiến tranh giải phóng bắt đầu. Đại úy Asad và một người lính khi này đang bị người Pakistan giam giữ, nhưng Asad đã may mắn trốn thoát khỏi nhà tù quân sự. Để tìm kiếm Asad, Quân đội Pakistan và Razakar Daliluddin đến tận nhà anh để cướp Rikta từ mẹ anh. Asad trở về nhà và biết được mọi chuyện thông qua mẹ mình. Anh đã tham gia tiến hành một chiến dịch quân sự với Thiếu tá Hassan để giải phóng ngôi làng của mình cũng như cứu Rikta đang bị tra tấn khỏi Quân đội Pakistan, và họ giành được chiến thắng trong trận chiến này. Trong suốt chín tháng kế tiếp, Asad đã chiến đấu cùng với các chiến binh tự do và giải phóng Bangladesh khỏi kẻ địch, đánh đổi bằng nhiều gian khổ và hy sinh.

## Diễn viên

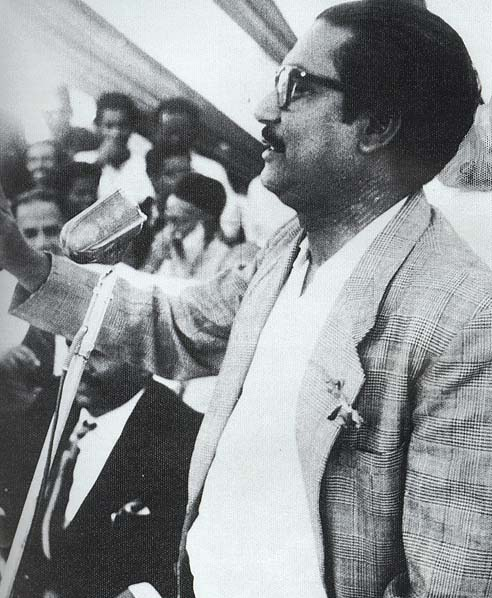
Sheikh Mujibur Rahman.

- Darashiko[3] vai Thiếu tá Hassan[a]
- Khosru vai Đại úy Asad[5]
- Shuchanda vai Mukta, em gái Asad[5]
- Nuton vai Rikta, bạn của Mukta
- Hasan Imam vai Tiến sĩ Kabir, một bác sĩ trong trại lính tự do
- Khalil vai Sĩ quan Punjab
- ATM Shamsuzzaman vai Daliluddi, một razakar
- Binh lính từ Quân đội Bangladesh
- Sheikh Mujibur Rahman (hay Bangabandhu) vai chính mình (diễn viên khách mời)[6]

## Sản xuất
Phim có sự tham gia diễn xuất của các cựu chiến binh Bangladesh, những người đã thực sự chiến đấu trong cuộc chiến tranh giải phóng đất nước. Phần kịch bản phim chứa một phân cảnh ở cuối phim là lúc Quân đội Bangladesh vinh danh Sheikh Mujibur Rahman, tổng thống đầu tiên của Bangladesh sau khi đất nước giành được độc lập. Nhà làm phim khi đó đã quyết tâm sẽ đưa Sheikh Mujib tham gia vào cảnh phim này và cùng nam diễn viên Khasru mời Sheikh Mujibur Rahman để tham gia đóng phim, nhưng lời đề nghị của họ nhanh chóng bị từ chối. Khasru sau đó phải nhờ đến sự giúp đỡ của nguyên Bộ trưởng Bộ Nội vụ Bangladesh là Abdul Mannan và cuối cùng mới thành công thuyết phục Sheikh Mujib xuất hiện tại phân cảnh này.

## Âm nhạc
| Danh sách bài hát nhạc phim của Sangram | Danh sách bài hát nhạc phim của Sangram | Danh sách bài hát nhạc phim của Sangram | Danh sách bài hát nhạc phim của Sangram | Danh sách bài hát nhạc phim của Sangram |
| STT                                     | Nhan đề                                 | Phổ lời                                 | Ca sĩ                                   | Thời lượng                              |
| --------------------------------------- | --------------------------------------- | --------------------------------------- | --------------------------------------- | --------------------------------------- |
| 1.                                      | "Bicharpoti tomar bichar korbe jara"    | Salil Chowdhury                         | Ajit Roy và Abida Sultana               |                                         |
| 2.                                      | "Salam salam"                           | Fazal-e-Khuda                           | Kaderi Kibria                           |                                         |

## Đón nhận
Bộ phim nhận được rất nhiều lời khen ngợi và đánh giá cao từ cả giới chuyên môn lẫn người xem. Nhà báo Bidhan Biberu đã đề cập đến một số cảnh phim trong đó cho thấy rõ âm mưu của kẻ địch khi lợi dụng tôn giáo như một chiến thuật trong chiến tranh. Nhà làm phim Alamgir Kabir nói về Sangram rằng:
"Ngoại trừ Ora Egarojon và Sangram, hầu hết các tác phẩm khác đều sử dụng hiện tượng cưỡng hiếp thời chiến như là một sự thay thế cho những hành động tương tự khi được khắc họa trong các bộ phim thương mại tiếng Bengal."— Alamgir Kabir

Tuy nhiên, Alamgir cũng phê bình bộ phim khi cho biết những người làm phim thời điểm đó do chưa có kinh nghiệm về điện ảnh nên tác phẩm vẫn chưa thể hiện được các cảnh chiến đấu một cách chân thực. Nhà phê bình phim Chinmoy Mutsuddi thì cho rằng phim có một số tình tiết bị mâu thuẫn với nhau và điều này làm giảm đi sức hấp dẫn của câu chuyện. Nhà báo Nadir Junaid đã nhận xét phong cách sản xuất của phim không đi theo hướng độc đáo và thú vị mà thay vào đó là kiểu làm phim truyền thống như những bộ phim khác.

### Giải thưởng
| Giải thưởng         | Hạng mục                          | Đề cử     | Kết quả   | Tham khảo |
| ------------------- | --------------------------------- | --------- | --------- | --------- |
| Giải thưởng Bachsas | Nam diễn viên chính xuất sắc nhất | Darashiko | Đoạt giải | [ 3 ]     |